# Carnalez
Carnalez (Ciarnaléc in noneso) è una frazione del comune di Novella in provincia autonoma di Trento.

## Storia

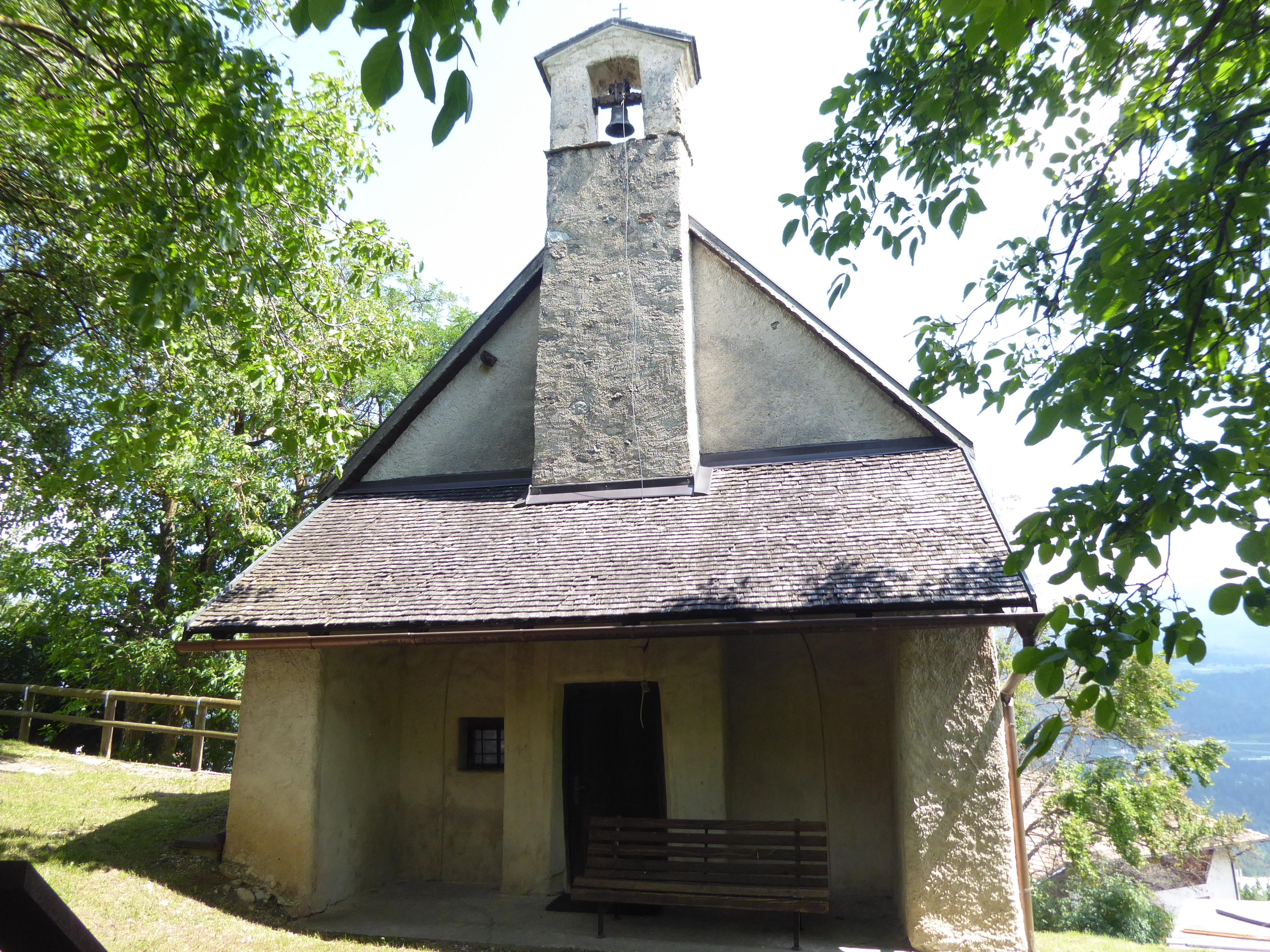
La chiesa di San Martino

La citazione più antica dell'abitato di Carnalez risale a un documento del 1231.
Carnalez è stato frazione del comune di Brez fino al 1º gennaio 2020, data in cui è stato istituito il nuovo comune di Novella in seguito alla fusione dei comuni di Brez, Cagnò, Cloz, Revò e Romallo.

## Monumenti e luoghi d'interesse

### Architetture religiose
- Chiesa di San Martino, la cui prima menzione risale al 1537.[6]